# Mott (album)
Mott è un album in studio del gruppo musicale inglese Mott the Hoople, pubblicato nel 1973.

## Tracce
- Side 1

1. All the Way from Memphis – 4:55
2. Whizz Kid – 3:05
3. Hymn for the Dudes – 5:15
4. Honaloochie Boogie – 2:35
5. Violence – 4:37

- Side 2

1. Drivin Sister – 4:42
2. Ballad of Mott the Hoople (26th March 1972, Zürich) – 5:40
3. I'm a Cadillac / El Camino Dolo Roso – 7:40
4. I Wish I Was Your Mother – 4:41

## Formazione
- Ian Hunter - voce, piano, chitarra
- Mick Ralphs - chitarra, voce, organo, altri
- Pete "Overend" Watts - basso, cori
- Dale "Buffin" Griffin - batteria, cori